# Guido Ascanio Sforza di Santa Fiora

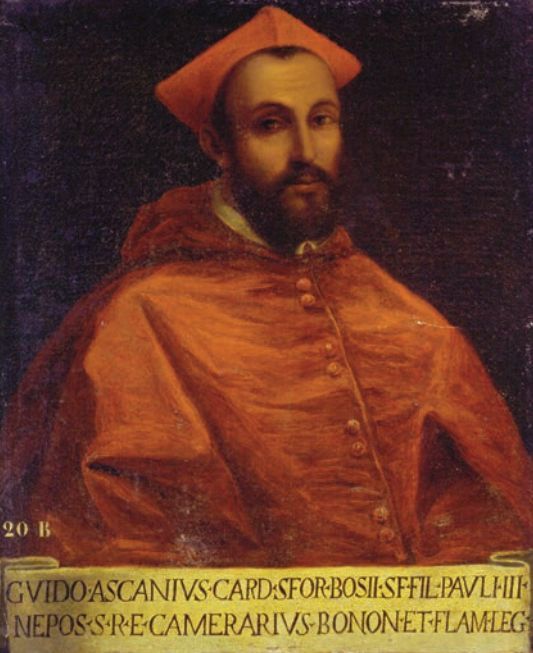
Kardinal Sforza di Santa Fiora

Guido Ascanio Sforza, Conte di Santa Fiora (* 26. November 1518 in Rom; † 6. Oktober 1564 in Mantua) war ein Kardinal aus den Familien Farnese und Sforza. Er war ein Enkel von Papst Paul III.

## Leben
Guido Ascanio Sforza ist der Sohn von Bosio II. Sforza, 4. Conte di Santa Fiora, und Costanza Farnese, einer Tochter Pauls III. Er wurde bereits als Zehnjähriger zum Bischof von Corneto e Montefiascone ernannt. Wann er die Bischofsweihe erhielt, ist nicht bekannt.
Sein Großvater Paul III. nahm ihn in seinem ersten Konsistorium am 18. Dezember 1534 als Kardinaldiakon von Santi Vito e Modesto ins Kardinalskollegium auf. Im folgenden Jahr wurde er Apostolischer Administrator des Bistums Parma, was er bis 1560 blieb. Am 22. Oktober 1537 ernannte ihn Paul III. den knapp 19-Jährigen zum Camerlengo. In den folgenden Jahren war Kardinal Sforza mit Legatentätigkeiten und dem Kampf gegen das Osmanische Reich beauftragt. 1541 war er Administrator des Patriarchats von Alexandrien, 1542 übte er dieselbe Tätigkeit im Bistum Anglona e Tursi aus. Außerdem wurde er Protektor von Armenien und Spanien. 1548 legte er die Leitung des Bistums Corneto e Montefiascone nieder.
Nach dem Tod Papst Pauls III. nahm er am Konklave teil, das 1550 Julius III. zum Papst wählte. Dieser ernannte ihn 1552 zum Kardinaldiakon von Santa Maria in Via Lata. Als Kardinalprotodiakon verkündete er 1555 die Wahl der Päpste Marcellus II. und Paul IV. Letzterer ließ ihn 1555 einkerkern, da er sich auf die Seite Spaniens geschlagen hatte. Nach dem Konklave 1559 verkündete Kardinal Sforza die Wahl Pius’ IV. Fünf Jahre später erlag er in der Villa Canedo in Mantua einem Fieberleiden.

## Sonstiges
Guido Ascanio Sforza war der ältere Bruder des 1565 ernannten Kardinals Alessandro Sforza (1534–1581).